# Горунь (Констанца)
Горунь, Горуні (рум. Goruni) — село у повіті Констанца в Румунії. Входить до складу комуни Ліпніца.
Село розташоване на відстані 128 км на схід від Бухареста, 83 км на захід від Констанци.

## Населення
За даними перепису населення 2002 року у селі проживали 148 осіб, усі — румуни. Усі жителі села рідною мовою назвали румунську.